# Weaver Vale
Circonscription parlementaire de la Chambre des communes
Weaver Vale est une ancienne circonscription électorale anglaise située dans le Cheshire et représentée à la Chambre des communes du Parlement britannique. Créée en 1997, elle est supprimée en 2024.

## Histoire
Weaver Vale est créée pour les élections législatives de 1997 à partir de certaines portions détachées des circonscriptions d'Eddisbury, Halton, Tatton et Warrington South.
En 2023, elle est supprimée lors du redécoupage des circonscriptions du Parlement et disparaît à l'issue des élections législatives de 2024.